# パーティカ経
『パーティカ経』（巴: Pāthika-sutta, パーティカ・スッタ）とは、パーリ仏典経蔵長部の第24経。漢訳で『波梨経』（はりきょう）とも。
類似の伝統漢訳経典としては、『長阿含経』（大正蔵1）の第15経「阿㝹夷経」がある。
経名は、経中に話題として登場する、かつて釈迦に神通力勝負で敗れた行者パーティカプッタに因む。

## 構成

### 登場人物
- 釈迦
- バガヴァ
- スナカッタ --- 優秀だったが後に仏教僧団から離脱したリッチャヴィ族の比丘

### 場面設定
釈迦がマッラ国のアヌピーに滞在している際、リッチャヴィ族の比丘スナカッタ（善宿）がやって来て、還俗すると言い出す。
釈迦は様々な話を持ち出して諭し、説得しようとするが、結局スナカッタは戒律を捨てて還俗してしまう。

## 内容
神通と世界の起源
本経はブッダがマッラ国のアヌピヤーに滞在しているとき、バッガヴァ氏に語ったものである。
リッチャヴィ族のスナッカッタは、ブッダが神通力を示さず、また世界の起源を説き明かさないことに不満を抱き、ブッダのもとから去っていった。
ここではまた、裸形の行者コーラッカッティヤとカンダラマスカがブッダの予言通りに惨めな結末を迎え、神通力を誇るパーティカの息子（パーティカプッタ）が、ブッダに挑戦して敗北することが述べられる。
後半では、ブッダは世界の起源についての種々の説明をよく承知しているが、誤りに陥らないためにそれに言及しないという事を説示する。

世界の起源について、梵天創造説、遊蕩神創造説、害意神創造説、偶然説は、異教の伝承に過ぎない事を述べ、それらに言及しないブッダの教えによって、浄解脱に達すると説く。

## 日本語訳
- 『南伝大蔵経・経蔵・長部経典3』（第8巻） 大蔵出版
- 『パーリ仏典 長部（ディーガニカーヤ） パーティカ篇I』 片山一良訳 大蔵出版
- 『原始仏典 長部経典3』 中村元監修 春秋社